# Municipio de Lincoln (condado de Brown)
El municipio de Lincoln (en inglés: Lincoln Township) es un municipio ubicado en el condado de Brown en el estado estadounidense de Dakota del Sur. En el año 2010 tenía una población de 1274 habitantes y una densidad poblacional de 10,2 personas por km².

## Geografía
El municipio de Lincoln se encuentra ubicado en las coordenadas 45°34′7″N 98°32′47″O / 45.56861, -98.54639. Según la Oficina del Censo de los Estados Unidos, el municipio tiene una superficie total de 124.85 km², de la cual 124,59 km² corresponden a tierra firme y (0,21 %) 0,26 km² es agua.

## Demografía
Según el censo de 2010, había 1274 personas residiendo en el municipio de Lincoln. La densidad de población era de 10,2 hab./km². De los 1274 habitantes, el municipio de Lincoln estaba compuesto por el 94,74 % blancos, el 2,98 % eran amerindios, el 0,55 % eran asiáticos, el 0,55 % eran de otras razas y el 1,18 % eran de una mezcla de razas. Del total de la población el 0,78 % eran hispanos o latinos de cualquier raza.